# Бад Липспринге
Бад Липспринге (њем. Bad Lippspringe) град је у њемачкој савезној држави Северна Рајна-Вестфалија. Једно је од 10 општинских средишта округа Падерборн. Према процјени из 2010. у граду је живјело 15.126 становника. Посједује регионалну шифру (AGS) 5774008.

## Географски и демографски подаци
Бад Липспринге се налази у савезној држави Северна Рајна-Вестфалија у округу Падерборн. Град се налази на надморској висини од 140 метара. Површина општине износи 51,0 km². У самом граду је, према процјени из 2010. године, живјело 15.126 становника. Просјечна густина становништва износи 297 становника/km².